# موزه ملی هنرهای مدرن و معاصر سئول
موزه ملی هنرهای مدرن و معاصر سئول (انگلیسی: National Museum of Modern and Contemporary Art) یک موزهٔ هنر معاصر است که دارای سه شعبه است. موزه در ۱۹۶۹ به عنوان تنها موزه ملی هنر در این کشور افتتاح شد و آثاری از دوره‌های زمانی مختلف را در خود جای داد.
موزهٔ اصلی دارای ۷۰۰۰ اثر است. موزه مجموعه‌ای از آثار دارای ارزش بین‌المللی از جوسف بویس، اندی وارهول و گئورگ بازلیتس را در خود جای داده است.